# Carlo Simoneschi
Carlo Maria Luigi Simoneschi, né à Rome le 25 août 1878 et mort dans cette même ville le 20 juillet 1955, est un acteur et réalisateur italien actif surtout depuis l'ère du cinéma muet jusqu'à la fin des années 1930.

## Biographie
Carlo Simoneschi est le père de l'actrice et actrice de doublage Lydia Simoneschi.

## Filmographie

### Acteur

#### Cinéma
- 1913 : Fiore di fango
- 1914 : Dissidio di cuori (it)
- 1914 : L'addio al celibato (it)
- 1914 : La fidanzata di Giorgio Smith (it)
- 1914 : Pace, mio Dio!... (it)
- 1915 : Il viale dei tigli
- 1915 : La maschera della morta (it)
- 1915 : La società della mano sinistra (it)
- 1915 : Primula
- 1918 : Il demone occulto
- 1920 : Le Sac de Rome
- 1932 : Il dono del mattino de Enrico Guazzoni : Il pievano
- 1932 : Paradiso
- 1932 : Pergolesi
- 1935 : Casta Diva de Carmine Gallone
- 1937 : La grande révolte
- 1937 : Scipion l'africain
- 1937 : Condottieri de Luis Trenker
- 1938 : Hanno rapito un uomo (it) de Gennaro Righelli
- 1939 : Battements de cœur
- 1939 : Les Grands Magasins
- 1941 : Mademoiselle Vendredi : Luigi, il cameriere della casa Passalacqua

#### Courts-métrages
- 1912 : Rival caché
- 1913 : La veille de Noël
- 1913 : Le poison des paroles
- 1914 : Cose dell'altro mondo
- 1914 : La rivelazione dello scemo
- 1915 : Nei gorghi della passione
- 1916 : Anima trasmessa (it)

### Directeur de la photographie

#### Courts-métrages
- 1916 : Anima trasmessa (it)

### Réalisateur

#### Cinéma
- 1913 : Fiore di fango
- 1914 : Dissidio di cuori (it)
- 1914 : L'addio al celibato (it)
- 1914 : La fidanzata di Giorgio Smith (it)
- 1914 : Pace, mio Dio!... (it)
- 1915 : Il viale dei tigli
- 1915 : La maschera della morta (it)
- 1915 : La società della mano sinistra (it)
- 1915 : La vampa
- 1915 : Primula
- 1920 : La ladra di fanciulli

#### Courts-métrages
- 1912 : Rival caché
- 1914 : Cose dell'altro mondo
- 1914 : La rivelazione dello scemo
- 1915 : Nei gorghi della passione
- 1916 : Anima trasmessa (it)